# Мазок крові
Мазок крові або плівка крові — це науковий метод, який полягає в нанесенні краплі крові на поверхню предметного скла або накривного скельця, задля подальшого дослідження під мікроскопом.
Для зручності, мазки, придатні для дослідження клітинних складових крові, забарвлюють, за Романовським-Гімзою.

## Призначення
Особливі зміни форми клітин, можуть бути властивою ознакою деяких захворювань.
Точність даних, одержаних з мазків, значною мірою залежить від якості, з якою цю плівку крові було зроблено.  Отриманий шар крові, не повинен бути ані занадто грубим, через те що клітини стануть скупченими і не зможуть бути розпізнані чи диференційовані, ані надто тонким, оскільки клітини будуть деформовані, спотворені та зруйновані.  Тож мазки крові мають бути добре вирівняні, а для отримання досконалих результатів треба:
• І предметні, і накривні скельця, мусять бути добре очищеними та знежиреними (бажано новими).
• Крапля крові, яка застосовується для виготовлення мазка, не повинна бути дуже великою або маленькою, бажано розміром з голівку шпильки (від 2 до 3 мм), отриманої шляхом капілярної пункції (проколювання пальця стерильною голкою).
• Кров не взаємодіяла з антикоагулянтом, оскільки в цьому разі морфологія клітини, може бути спотворена.
• Зчитування мазків проводитиметься в тих місцях, де еритроцити «майже стикаються».

## Розширення зразка крові
Для розширення мазка на предметному склі, краплю крові діаметром 3-4 мм поміщають приблизно за 2-3 см від одного з кінців предметного скла, на рівну гладеньку поверхню.  Краєм іншого предметного (наприклад накривного) скельця, торкаються краплі крові, та швидким і рівномірним рухом під кутом 45 градусів, ковзають по предметному склу, залишаючи на поверхні (між скельцями) шар крові.  Завтовшки, отримана плівка крові, повинна бути незначною.

## Дивись також
- Цитологія
- Посів крові